# Ayakha Melithafa

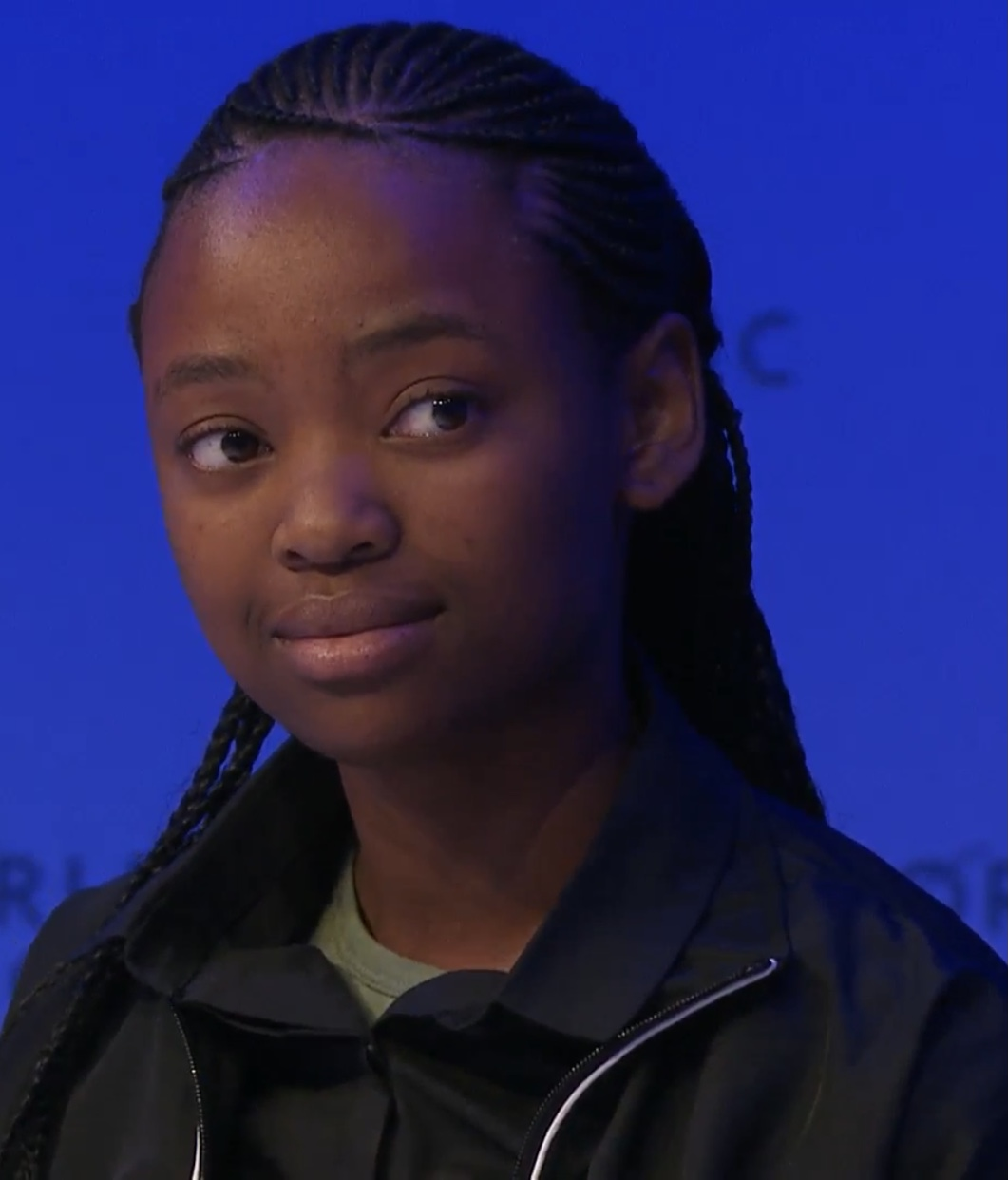
Ayakha Melithafa (2020)

Ayakha Melithafa (geboren 2002) ist eine südafrikanische Klimaaktivistin.

## Leben
Melithafa stammt aus Eerste River, einem Vorort von Kapstadt. Ayakha Melithafas Mutter besaß eine Farm, wodurch sie mit der Wasserkrise von Kapstadt, deren Auswirkungen für die Landwirtschaft und der Klimakrise in Berührung kam.

## Klimaaktivismus
Im Jahr 2019 reichte sie gemeinsam mit 15 anderen Kindern und Jugendlichen aus 12 Ländern, darunter die Schwedin Greta Thunberg, eine Beschwerde beim UN-Ausschuss für die Rechte des Kindes ein, um auf völkerrechtlicher Ebene Druck auf die politisch Verantwortlichen des Klimawandels auszuüben. Darin werfen sie Deutschland und vier weiteren Industrieländern vor, zu wenig gegen die Klimakrise zu unternehmen und somit die Rechte des Kindes zu verletzen. Sie nutzten dazu das Individualbeschwerdeverfahren, das es Kindern und Jugendlichen ermöglicht, sich bei der Verletzung ihrer Rechte beim UN-Ausschuss für die Rechte des Kindes mit Sitz in Genf zu beschweren.
Außerdem ist sie Mitglied im Projekt project 90 by 2030 und in der African Climate Alliance. 
Im Januar 2020 besuchte sie gemeinsam mit anderen Klimaaktivisten wie Vanessa Nakate, Greta Thunberg und Luisa Neubauer das Weltwirtschaftsforum in Davos.

Melitafa setzt sich besonders für mehr Diversität und für mehr Raum für People of Color im Klimaaktivismus ein: 
“I want people to know that not only privileged people are aware of climate change. They aren’t the only ones that experience problems. Many privileged people might be protesting because the quality of the water is getting bad, but people of colour have been drinking that water all along, and they feel lucky just to have water.”